# Автоклавні матеріали
Автокла́вні матеріали — будівельні, кам'яні матеріали на основі вапняно-кремнеземних або змішаних в'яжучих речовин, оброблені насиченою парою в автоклавах.
Цементувальною речовиною в автоклавних матеріалах є гідросилікати кальцію, що утворюються внаслідок фізико-хімічної взаємодії складників суміші (вапна, піску, води).
Автоклавні матеріали виготовляють здебільшого з місцевих матеріалів і відходів промисловості (вапна, пісків, зол, шлаків, горілих порід), що в процесі автоклавної обробки стають активними або тверднуть швидше, ніж у звичайних умовах. Автоклавні матеріали вирізняються щільною або ніздрюватою структурою, їх об'ємна маса становить 300 ÷ 2400 кг/м³. З автоклавних матеріалів виготовляють великорозмірні елементи споруд, блоки, камені, звукоізоляційні вироби, облицювальні матеріали тощо.